# Kadipur
Kadipur là một thị xã và là một nagar panchayat của quận Sultanpur thuộc bang Uttar Pradesh, Ấn Độ.

## Địa lý
Kadipur có vị trí 26°10′B 82°23′Đ / 26,17°B 82,38°Đ Nó có độ cao trung bình là 90 mét (295 feet).

## Nhân khẩu
Theo điều tra dân số năm 2001 của Ấn Độ, Kadipur có dân số 6795 người. Phái nam chiếm 53% tổng số dân và phái nữ chiếm 47%. Kadipur có tỷ lệ 62% biết đọc biết viết, cao hơn tỷ lệ trung bình toàn quốc là 59,5%: tỷ lệ cho phái nam là 69%, và tỷ lệ cho phái nữ là 55%. Tại Kadipur, 16% dân số nhỏ hơn 6 tuổi.